# Puk (luna)
Puk (tudi Pak) je Uranov notranji satelit. 

## Odkritje in imenovanje
Luno Puk je odkril Stephen P. Synnott 30. decembra 1985 na posnetkih, ki jih je naredil Voyager 2. 
Takrat je dobila začasno oznako S/1985 U 1
Uradno ime je  dobila po hudobnem škratu iz keltske mitologije, ki se pojavlja tudi v Shakespearjevi igri Sen kresne noči. Škrat Puk se pojavlja v mnogih mitologijah, njegovo ime pa se izgovarja kot Puk in kot Pak. Luna je znana je tudi kot  Uran XV.

Luna Puk je bila odkrita na posnetkih, ki jih je naredil Voyager 2. Ta luna je bila opažena dovolj zgodaj, da so njene kamere usmerili tako, da je lahko naredila boljše posnetke.

## Lastnosti
Luna Puk je največja med notranjimi lunami Urana. Po velikosti je med luno Porcijo in luno Mirando, ki je najmanjša od petih večjih lun Urana. Luna Puk ima tudi tirnico med njima. O luni Puk je znanega zelo malo. Znana je tirnica , premer  (162 km) in geometrijski albedo (približno 0,11). Njena gostota je okoli 1,3 g/cm³, kar je manj kot gostota Zemlje. Na površini lune lahko opazimo kraterje
. Trije od kraterjev imajo tudi svoja imena (Bogle, Butz in Lob).